# نظرية القرود الخمسة
نظرية القرود الخمسة هي مسألة تتعلق بالذكاء الاصطناعي وعلم الإدارة، كما يطرحها آخرون كنظرية اجتماعية تحاكي واقع معين لمجتمع من المجتمعات البشرية.

## سيناريو النظرية
- أحضر خمسة قرود وضعها في قفص، وعلِّق في منتصف القفص حزمة موز، وضع تحت حزمة الموز سلماً. بعد مدة قصيرة ستجد أحد القرود ولنسميه "القرد أ" سيسارع ليصعد على السلم محاولاً الوصول إلى الموز. وكلما حاول "القرد أ" أنْ يلمس الموز، ينبغي عليك أن تطلق رشاشاً من الماء البارد على القردة الأربعة الباقين في الأسفل وإرعابهم، بعد قليل سيحاول قردٌ آخر "القرد ب" أن يعتلي نفس السلم ليصل إلى الموز، والمطلوب منك أن تكرر نفس العملية، رش القردة الباقين في الأسفل بالماء البارد. كرر العملية أكثر من مرة بعد فترة ستجد أنه ما أن يحاول أي قرد أن يعتلي السلم للوصول إلى الموز ستمنعه المجموعة خوفاً من ألم الماء البارد.
- الآن، أبعد الماء البارد، وأخرج قرداً من الخمسة إلى خارج القفص، وضع مكانه قرداً جديداً "القرد س 1"، هذا القرد لم يعاصر حادثة الماء البارد، ولم يشاهد شيئاً مما جرى داخل القفص. سرعان ما سيذهب "القرد س 1" إلى السلم لقطف الموز، حينها ستهب مجموعة القردة المرعوبة من ألم الماء البارد لمنعه وستهاجمه. ستجد أن "القرد س 1" مستغرباً من القرود، ولكن بعد أكثر من محاولة سيتعلم "القرد س 1" أنه متى حاول قطف الموز فإنه سينال عقاباً قاسياً من مجتمعه لا يعرف سببه ولا يتبينه.
- الآن أخرج قرداً آخر ممن عاصر حوادث رش الماء البارد غير "القرد س 1"، وأدخل قرداً جديداً عوضا عنه، ليكن "القرد س 2". ستجد أن نفس المشهد السابق يتكرر من جديد. "القرد س 2" يذهب إلى الموز بكل برآءة وسذاجة، بينما القردة الباقية تنهال عليه ضرباً لمنعه. بما فيهم "القرد س 1" على الرغم من أنه لم يعاصر رش الماء، ولا يدري لماذا يعاقبه أبناء مجتمعه، كل ما هنالك أنه تعلم أن لمس الموز يعني عقاب المجتمع. لذلك ستجده يشارك، ربما بحماس أكثر من غيره ويوجه اللكمات والصفعات للقرد الجديد "القرد س 2"، وربما يعاقبه كي يشفي غليله من عقاب المجتمع له.
- استمر بتكرار نفس العملية، أخرج قرداً ممن عاصر حوادث رش الماء، وضع قرداً جديداً. النتيجة : سيتكرر الموقف. كرر هذا الأمر إلى أن تستبدل كل المجموعة القديمة "الجيل الأول/القديم" ممن تعرضوا لرش الماء حتى تستبدلهم بقرود جديدة "الجيل الثاني/الجديد" في النهاية ستجد أن القردة ستستمر تنهال ضرباً على كل من يجرؤ على الاقتراب من سُلم الموز. لماذا ؟ لا أحد منهم يدري .